# Hexatoma (Eriocera) pennata
Hexatoma (Eriocera) pennata is een tweevleugelige uit de familie steltmuggen (Limoniidae). De soort komt voor in het Oriëntaals gebied.